# サウジアラビア空軍
サウジアラビア空軍（サウジアラビアくうぐん、アラビア語: القوات الجوية الملكية السعودية, al-quwwāt al-ğawwiyyah al-malakiyyah as-suʿūdiyyah）とはサウジアラビアの空軍組織である。

## 歴史
1925年にイギリスの支援を受けて設立された。1950年代からはアメリカ合衆国からの支援を受けるようになり、現在では多数のアメリカ空軍と同じ兵器を装備している。特にF-15戦闘機は、アメリカ空軍と航空自衛隊に次いで多数の機体を保有している。
何度か実戦参加したこともあり、イラン・イラク戦争中の1984年6月5日にサウジアラビア空軍のF-15戦闘機がタンカーを攻撃中のイランのF-4E戦闘機をスパローで2機撃墜している。湾岸戦争では、砂漠の嵐作戦に参加したF-15C戦闘機がイラクのミラージュF1戦闘機をサイドワインダー (ミサイル)で2機撃墜している。

## 組織
サウジアラビア空軍は、空軍基地ごとに航空団を編制し、隷下に複数個の飛行隊を配置している。
- 第1航空団（No.1 Wing キング・ハーリド軍事都市空港（英語版））
  - 第12飛行隊（No.12 Sqn） - AB 212
- 第2航空団（No.2 Wing キング・ファハド空軍基地（英語版））
  - 第3飛行隊（No.3 Sqn） - タイフーンF.2/T.3
  - 第5飛行隊（No.5 Sqn） - F-15C/D
  - 第10飛行隊（No.10 Sqn） - タイフーンF.2/T.3
  - 第14飛行隊（No.14 Sqn） - AB 212、ベル 412EP
  - 第34飛行隊（No.34 Sqn） - F-15C/D
- 第3航空団（No.3 Wing キング・アブドラアジズ空軍基地）
  - 第13飛行隊（No.13 Sqn） - F-15C/D
  - 第44飛行隊（No.44 Sqn） - ベル 412EP
  - 第92飛行隊（No.92 Sqn） - F-15S
- 第4航空団（No.4 Wing キング・ハーリド国際空港）
  - 第1飛行隊（No.1 Sqn） - A340-213/-213X、B737-7DP BBJ/-8DP BBJ2、B747SP-68、B747-3G1、B747-468、MD-11、VC-130H、L-100-30、CN235-100、サイテーション ブラボー（英語版）、BAe 125-800A/B、ガルフストリーム IV、AS-61A-4
- 第5航空団（No.5 Wing キング・ハーリド空軍基地）
  - 第6飛行隊（No.6 Sqn） - F-15S
  - 第55飛行隊（No.55 Sqn） - F-15S
  - 第99飛行隊（No.99 Sqn） - AS 532M
  - 第14飛行隊分遣隊（No.14 Sqn Det.） - AB 212、ベル 412EP
- 第6航空団（No.6 Wing プリンス・スルタン空軍基地（英語版））
  - 第18飛行隊（No.18 Sqn） - E-3A、KE-3A
  - 第19飛行隊（No.19 Sqn） - RE-3A/B、キングエア 350
  - 第23飛行隊（No.23 Sqn） - E-3A
  - 第24飛行隊（No.24 Sqn） - KC-30A
  - 第32飛行隊（No.32 Sqn） - KC-130H/J
  - 第60飛行隊（No.60 SQN） - サーブ 2000 AEW&C
- 第7航空団（No.7 Wing キング・ファイサル空軍基地（英語版））
  - 第2飛行隊（No.2 Sqn） - F-15C/D
  - 第21飛行隊（No.21 Sqn） - ホーク Mk.165
  - 第29飛行隊（No.29 Sqn） - F-15SA
  - 第37飛行隊（No.37 Sqn） - ホーク Mk.65
  - 第79飛行隊（No.79 Sqn） - ホーク Mk.165
  - 第88飛行隊（No.88 Sqn） - ホーク Mk.65/65A
- 第8航空団（No.8 Wing キング・アブドゥッラー空軍基地）
  - 第4飛行隊（No.4 Sqn） - C-130H
  - 第16飛行隊（No.16 Sqn） - C-130H/H-30
  - 第20飛行隊（No.20 Sqn） - C-130H
- 第11航空団（No.11 Wing キング・アブドラアジズ空軍基地）
  - 第7飛行隊（No.7 Sqn） - トーネード IDS
  - 第35飛行隊（No.35 Sqn） - ジェットストリーム 31
  - 第75飛行隊（No.75 Sqn） - トーネード IDS
  - 第83飛行隊（No.83 Sqn） - トーネード IDS
- キング・ファイサル航空学校（King Faisal Air Academy リヤド空軍基地（英語版））
  - 第8飛行隊（No.8 Sqn） - SR22T、MFI-17（英語版）
  - 第9飛行隊（No.9 Sqn） - PC-21
  - 第22飛行隊（No.22 Sqn） - PC-21
  - 第77飛行隊（No.77 Sqn） -  PC-21
- サウジアラビア王室国防軍医療サービス（RSAFMS キング・ハーリド国際空港）
  - 第33飛行隊（No.33 Sqn） - B757-23A、ガルフストリーム II、ガルフストリーム IV SP、G450、ガルフストリーム V、リアジェット60XR、キングエア 350、C-130H、L-100-30、S-70A-1L、AS 365N

## 基地
| 基地名                         | 所在地                           | 備考                                       |
| ------------------------------ | -------------------------------- | ------------------------------------------ |
| プリンス・スルタン空軍基地     | リヤード州アル・カルジ           |                                            |
| リヤド空軍基地                 | リヤード州リヤド                 |                                            |
| キング・ハーリド国際空港       | リヤード州リヤド                 |                                            |
| キング・アブドラアジズ空軍基地 | 東部州ダーラン                   |                                            |
| キング・ハーリド軍事都市空港   | 東部州キング・ハリド軍事都市     |                                            |
| キング・ハーリド空軍基地       | アスィール州ハミース・ムシャイト |                                            |
| キング・ファハド空軍基地       | マッカ州ターイフ                 |                                            |
| キング・アブドゥッラー空軍基地 | マッカ州ジッダ                   | キング・アブドゥルアズィーズ国際空港と共用 |
| キング・ファイサル空軍基地     | タブーク州タブーク               | タブーク地域空港と共用                     |

## 装備

### 固定翼機
| 名称                      | 画像 | 製造国                            | 種別             | 調達数現用数                                                                 | 備考                    |
| ------------------------- | ---- | --------------------------------- | ---------------- | ---------------------------------------------------------------------------- | ----------------------- |
| F-15C/D                   |      | アメリカ合衆国                    | 戦闘機           | F-15C（67） F-15D（31）F-15C（61） F-15D（21）                               |                         |
| F-15S/SA                  |      | アメリカ合衆国                    | 戦闘爆撃機       | F-15S（72） F-15SA（84）※調達予定数F-15S（70） F-15SA（84）                  | F-15SA 25機を追加発注中 |
| タイフーンF.2/T.3         |      | イギリス ドイツ イタリア スペイン | 戦闘機           | ※調達予定数7253                                                              |                         |
| トーネード IDS            |      | イギリス ドイツ イタリア          | 攻撃機           | 9681                                                                         |                         |
| E-3A                      |      | アメリカ合衆国                    | 早期警戒管制機   | 5                                                                            |                         |
| サーブ 2000 AEW&C         |      | スウェーデン                      | 早期警戒・管制機 | 2                                                                            |                         |
| RE-3A                     |      | アメリカ合衆国                    | 電子情報収集機   | 1                                                                            |                         |
| キングエア 350            |      | アメリカ合衆国                    | 電子情報収集機   | 2                                                                            |                         |
| KE-3A                     |      | アメリカ合衆国                    | 空中給油機       | 7                                                                            |                         |
| KC-30A                    |      | フランス ドイツ イギリス スペイン | 空中給油機       | 6                                                                            |                         |
| KC-130H/J                 |      | アメリカ合衆国                    | 空中給油機       | KC-130H（9） KC-130J（2）KC-130H（7） KC-130J（2）                           |                         |
| C-130H/H-30               |      | アメリカ合衆国                    | 輸送機           | C-130H（34） C-130H-30（3）C-130H（27） C-130H-30（3）                       |                         |
| キングエア 350            |      | アメリカ合衆国                    | 輸送機           | 10                                                                           |                         |
| An-132                    |      | ウクライナ · サウジアラビア       | 輸送機           | ※調達予定数60                                                                |                         |
| An-178                    |      | ウクライナ                        | 輸送機           | ※調達予定数300                                                               |                         |
| リアジェット60XR          |      | カナダ                            | 患者輸送機       | 2                                                                            |                         |
| ガルフストリーム II       |      | アメリカ合衆国                    | 患者輸送機       | 41                                                                           |                         |
| ガルフストリーム V        |      | アメリカ合衆国                    | 患者輸送機       | 1                                                                            |                         |
| B757-23A                  |      | アメリカ合衆国                    | 患者輸送機       | 1                                                                            |                         |
| ジェットストリーム 31     |      | イギリス                          | 要人輸送機       | 21                                                                           |                         |
| BAe 125-800A/B            |      | イギリス                          | 要人輸送機       | 800A（2） 800B（3）800A（1） 800B（3）                                       |                         |
| サイテーション ブラボー   |      | アメリカ合衆国                    | 要人輸送機       | 4                                                                            |                         |
| ガルフストリーム IV/IV SP |      | アメリカ合衆国                    | 要人輸送機       | 3                                                                            |                         |
| CN235-100                 |      | スペイン インドネシア             | 要人輸送機       | 4                                                                            |                         |
| L-100-30                  |      | アメリカ合衆国                    | 要人輸送機       | 75                                                                           |                         |
| VC-130H                   |      | アメリカ合衆国                    | 要人輸送機       | 5                                                                            |                         |
| MD-11                     |      | アメリカ合衆国                    | 要人輸送機       | 1                                                                            |                         |
| B737-7DP BBJ/-8DP BBJ2    |      | アメリカ合衆国                    | 要人輸送機       | B737-7DP BBJ（1） B737-8DP BBJ2（1）B737-7DP BBJ（1） B737-8DP BBJ2（1）     |                         |
| B747SP-68                 |      | アメリカ合衆国                    | 要人輸送機       | 2                                                                            |                         |
| B747-3G1                  |      | アメリカ合衆国                    | 要人輸送機       | 1                                                                            |                         |
| B747-468                  |      | アメリカ合衆国                    | 要人輸送機       | 1                                                                            |                         |
| A340-213/-213X            |      | フランス ドイツ イギリス スペイン | 要人輸送機       | 2                                                                            |                         |
| SR22T                     |      | アメリカ合衆国                    | 練習機           | 25                                                                           |                         |
| MFI-17                    |      | パキスタン                        | 練習機           | 40                                                                           |                         |
| PC-21                     |      | スイス                            | 練習機           | 55                                                                           |                         |
| ホーク Mk.65/65A          |      | イギリス                          | 練習機           | ホーク Mk.65（30） ホーク Mk.65A（20）ホーク Mk.65（22） ホーク Mk.65A（13） |                         |
| ホーク Mk.165             |      | イギリス                          | 練習機           | ※調達予定数221                                                               |                         |

### 回転翼機
| 名称       | 画像 | 製造国         | 種別                 | 調達数現用数 | 備考 |
| ---------- | ---- | -------------- | -------------------- | ------------ | ---- |
| AB 212     |      | イタリア       | 汎用ヘリコプター     | 3220         |      |
| ベル 412EP |      | アメリカ合衆国 | 汎用ヘリコプター     | 1612         |      |
| AS 532M    |      | フランス       | 捜索救難ヘリコプター | 129          |      |
| AS 365N    |      | フランス       | 急患輸送ヘリコプター | 65           |      |
| S-70A-1L   |      | アメリカ合衆国 | 急患輸送ヘリコプター | 42           |      |
| AS-61A-4   |      | アメリカ合衆国 | 要人輸送ヘリコプター | 42           |      |

## 階級
| 日本語       | アラビア語 | 画像 | NATO階級符号 |
| ------------ | ---------- | ---- | ------------ |
| 空軍大将     | فريق أول   |      | OF-9         |
| 空軍中将     | فريق       |      | OF-8         |
| 空軍少将     | لواء       |      | OF-7         |
| 空軍上級大佐 | عميد       |      | OF-6         |
| 空軍大佐     | عقيد       |      | OF-5         |
| 空軍中佐     | مقدم       |      | OF-4         |
| 空軍少佐     | رائد       |      | OF-3         |
| 空軍大尉     | نقيب       |      | OF-2         |
| 空軍中尉     | ملازم أول  |      | OF-1a        |
| 空軍少尉     | ملازم      |      | OF-1         |
| 空軍曹長     | رئيس رقباء |      | OR-7         |
| 空軍一等軍曹 | رقيب أول   |      | OR-6         |
| 空軍二等軍曹 | رقيب       |      | OR-5         |
| 空軍三等軍曹 | وكيل رقيب  |      | OR-4         |
| 空軍伍長     | عريف       |      | OR-3         |
| 空軍上等兵   | جندي أول   |      | OR-2         |
| 空軍二等兵   | الجندي     |      | OR-1         |